# 夢みる頃をすぎても (吉田秋生)
「夢みる頃をすぎても」（ゆめみるころをすぎても）は、吉田秋生によって1983年、発売された漫画作品。収録作品は以下。
小学館文庫より、1995年7月10日、文庫版として初版発行。
文庫版には真柴あずきのエッセイも追加されている。
帯には、真柴あずきの、”私服の高校”は憧れた。「楽園のこちらがわ」にあるような自由な空気にも。(抜粋)とのメッセージがある。

## 収録作品
- 楽園のこちらがわ
- 楽園のまん中で
- はるかな天使たちの群れ
- 夢みる頃をすぎても
- ジュリエットの海
- 解放の呪文
- 最後の夏